# Река без названия (приток Ромена)
Река без названия — левый приток Ромена, протекающий по территории Конотопского района (Сумская область, Украина).

## География
Длина — 18 км. Площадь бассейна — 60,9 км². Русло реки (отметки уреза воды) в среднем течении (пруд юго-восточнее Дептовки) находится на высоте 147,1 м над уровнем моря. Нижнее течение русла выпрямлено в канал (канализировано), шириной 5 м и глубиной 1,5 м; русло маловодное и пересыхает. Есть пруды. Долина частично занята лесными насаждениями, лесополосами.
Берёт начало севернее села Плужниково у административной границы Конотопского района с Роменским районом. Река течёт на северо-запад. Впадает в Ромен (на 74-м км от её устья) западнее села Дептовка на территории Бахмачского района Черниговской области у административной границы областей.
Населённые пункты на реке (от истока к устью):
1. Дептовка